# Vilavella (La Coruña)
Vilavella (también llamada Santa María de Vilabella llamada oficialmente Santa María de Vilavella) es una parroquia y un despoblado español del municipio de Puentes de García Rodríguez, en la provincia de La Coruña, Galicia.

## Entidades de población
Entidades de población que forman parte de la parroquia:
- Alimpadoiros
- Carballeira (A Carballeira)
- Castelo (O Castelo)
- Cheibán
- Farrapas (A Esfarrapa)
- Maciñeira
- Penapurreira (Pena Porreira)
- Rámez
- Reboredo (O Reboredo)
- Saa (Sa)
- Saa de Abajo (Sa de Abaixo)
- Saa de Arriba (Sa de Arriba)
- Vidueiro (O Bidueiro)
- Vila (A Vila)
- Grou (O Grou)
- Ponte da Pedra (A Ponte da Pedra)
- Ribeirón
- Casilla (Trastoi)
- Veigas de Vila (As Veigas de Vila)
- Os Mouros
- O Porto Roibo
- O Vilar

## Despoblados
- La Iglesia (A Igrexa)
- Vilabella (Vilavella)

## Demografía
| Gráfica de evolución demográfica de Vilavella (parroquia) entre 2000 y 2019 |
|                                                                             |
| Datos según el nomenclátor publicado por el INE.                            |